# 서울경제
《서울경제》는 대한민국의 일간 경제 신문으로, 1960년에 한국일보의 자매지로 창간되었다. 2016년 4월 모바일 퍼스트 시대에 발맞춰 홈페이지를 새롭게 단장하고 독자와 소통하는 새로운 형식의 인터랙티브 뉴스 등 다양한 멀티미디어 콘텐츠를 서비스하고 있다.

## 연혁
- 1947년 1월 1일   '서울경제연구회'창립

- 당시 장기영 한국일보 사주를 창립멤버로 함
- 해방정국의 경제 재건을 기치
- 서울경제 창간 제호의 모태

- 1960년 8월 1일   국내 최초의 경제전문지 서울경제신문 창간

- 서울경제는 4.19 민주혁명과 함께 국민경제 발전을 기치로 내걸음

- 1964년 9월 1일   서울경제신문, 한국일보, 코리아타임스 등 3개 신문 기자 관제언론 윤리안 소집에 찬성한 발행인의 의사표시를 철회토록 요구하는 결의문 채택
- 1965년 8월 1일   영국 '이코노미스트'지 및 '일본경제신문'과 특약 제휴 체결
- 1969년 1월 21일  종합경제지로 개편
- 1969년 8월 1일   발행인 겸 회장에 장기영 씨 취임
- 1972년 10월 3일  조간으로 환원 발행
- 1974년 10월 26일 논설위원 언론자유 관련 사설 불게재에 항의, 사설 및 집필 거부
- 1975년 12월 3일  지면 쇄신, 증권기사 확대, 부동산 정보란 신설
- 1977년 4월 11일  창업자 장기영 사주 별세 (향년 61세)
- 1978년 8월 1일   서울경제신문 미주판 뉴욕서 발행 시작
- 1980년 11월 25일 계엄에 지령 6,390호로 강제 폐간, 창간호를 낸 지 20년 3개월 25일째 강제 종간
- 1988년 2월 1일   복간준비위 발족
- 1988년 8월 1일   복간호 발행(32면). 8년의 공백을 딛고 지령 6,391호 발행
- 1989년 2월 11일  주식회사 서울경제신문 별도법인 설립
- 1990년 3월 5일   경제지 중 최초로 월요일자 발행
- 1992년 10월 9일  '한국건축문화대상' 제정
- 1994년 5월 1일   서울경제 제작 완전 CTS화
- 1997년 4월 23일  '이달의 과학기술자상' 제정
- 1999년 6월 12일  서울경제신문 10,000호 지면 쇄신, 기획사업 단행
- 1999년 10월 1일  미국 'LA타임즈' 자매지 '골프매거진' 한국판 발행
- 2000년 1월 1일   밀레니엄 새 천년으로 시작되는 서울경제 40년의 첫날 '통일 경제 신문' 표방
- 2000년 1월 3일   제1회 '증시대동제' 개최
- 2000년 5월 25일  미국 'LA타임즈' 자매지 'Popular Science' 한국판 발행
- 2000년 8월 1일   창간 40주년 지령 10,353호 발행
- 2000년 10월 1일  모기업인 한국일보사로부터 분리 독립
- 2002년 10월 15일 서울경제연구소 (현 백상경제연구원) 설립
- 2007년 1월 27일  사옥 중학동에서 충무로로 이전
- 2007년 5월 9일   종합 일간지로 등록
- 2008년 10월 10일 경제 전문 CATV 채널 서울경제TV SEN 개국
- 2010년 7월       창간 50주년 기념식
- 2010년 7월       제1회 '서울포럼' 개최
- 2011년 11월      제1회 '금융전략포럼' 개최
- 2012년 11월      제1회 '서경 성장기업포럼' 개최
- 2013년 3월       사옥 충무로에서 미근동으로 이전
- 2013년 9월       제1회 '대한민국 미래컨퍼런스' 개최
- 2015년 3월       제1회 '에너지 전략포럼' 개최 / 제1회 '달팽이 마라톤' 개최
- 2016년 4월       디지털미디어센터 신설
- 2017년 6월       제1회 '일자리희망포럼' 개최
- 2017년 8월       주말판 '토' 발행
- 2017년 11월      '창간 60주년 준비위원회' 발족
- 2018년 1월       블록체인 전문 미디어 '디센터' 창간
- 2018년 5월       사옥 미근동에서 중학동으로 이전

## 참고 사항
- PDF 서비스는 창간호부터 현재까지 보실 수 있다. (로그인 필요, 무료 제공)

## 같이 보기
- 서울경제TV